# پژو ۳۰۵
پژو ۳۰۵ یک خودرو کامپکت تولید شده توسط پژو است که از سال ۱۹۷۷ تا ۱۹۸۹ روی خط تولید بود. این خودرو به عنوان یک چهار در سالن، پنج در استیشن و همچنین به عنوان یک پانل ون سه در ارائه شده بود. طول مدل سدان این خودرو ۴٬۲۴۰ میلی‌متر (۱۶۷ اینچ) و عرض تمامی مدل‌های این خودرو ۱٬۶۳۵ میلی‌متر (۶۴٫۴ اینچ) است. فاصله بین دومحور مدل سدان نیز ۲٬۶۲۰ میلی‌متر (۱۰۳ اینچ) می‌باشد.
این خودرو در اواخر سال ۱۳۵۶ و اوایل سال ۱۳۵۷ شمسی قرار بود به عنوان جانشین پیکان در ایران توسط ایران خودرو تولید شود که البته بعلت اینکه انقلاب اسلامی در سال ۱۳۵۷ رخ داد و در دنبال آن شرکت‌های خودروساز ایرانی دولتی شدند این قرارداد منتفی شد.